# Podstaje
Podstaje (ukr. Підстаї) – dawna wieś, obecnie w granicach wsi Gwoździec Stary na Ukrainie w rejonie kołomyjskim obwodu iwanofrankiwskiego. Stanowi południową część wsi.

## Historia
Podstaje to dawniej samodzielna wieś, która w połowie XIX w. stanowiła odrębną w gminę jednostkową w Bezirk Gwoździec Królestwa Galicji i Lodomerii (367 mieszkańców w 1854 roku). Od 1867 w powiecie kołomyjskim. Następnie gminę Podstaje zniesiono i włączono do gminy Gwoździec Stary jako przysiółek,
W międzywojniu w II RP (vide gmina Gwoździec Miasto). Po II wojnie światowej włączona w struktury ZSRR.